# Génie de la réaction chimique
Le génie de la réaction chimique est une spécialité en génie chimique où l'opération déterminante concerne les transformations des réactifs dans un ou plusieurs réacteurs chimiques. Ces réactions chimiques peuvent être activées de façon thermique, photochimique, électrique ou radiochimique. Dans beaucoup de cas, les réactions sont accélérées par un catalyseur homogène ou hétérogène.

## Origine
Le génie de la réaction chimique en tant que nouvelle discipline est né au début des années 1950 sous l'impulsion de chercheurs du centre de recherche de Shell à Amsterdam et l'université technique de Delft. Le terme « génie de la réaction chimique » aurait été proposé par J.C. Vlugter au cours de la préparation du premier symposium européen sur le génie de la réaction chimique qui a eu lieu à Amsterdam en 1957.

## Discipline
Le génie de la réaction chimique vise à étudier et à optimiser les réactions chimiques en vue de concevoir un réacteur optimisé. Par conséquent, les interactions entre les écoulements, le transfert de masse, le transfert thermique et la cinétique chimique des réactions sont d'une importance primordiale afin de pouvoir relier la performance du réacteur à la composition de la charge et aux conditions opératoires. Bien que cette discipline était à l'origine principalement appliquée à l'industrie pétrolière et l'industrie pétrochimique, la méthodologie générale qui combine les connaissances de la réaction chimique et du génie chimique permet d'optimiser une grande variété de systèmes (chimiques, biochimiques, biologiques, électrochimiques, etc.) où la modélisation ou l'ingénierie des réactions est nécessaire. Les approches du génie de la réaction chimique sont en effet conçus pour développer de nouveaux procédés et pour améliorer des technologies existantes.